# Fujisawa Hideyuki
Pour les articles homonymes, voir Fujisawa (homonymie).
Fujisawa Hideyuki est un nom japonais traditionnel ; le nom de famille (ou le nom d'école), Fujisawa, précède donc le prénom (ou le nom d'artiste).
Fujisawa Hideyuki (藤沢 秀行), né le 14 juin 1925 et mort le 8 mai 2009, plus connu sous le nom de Fujisawa Shūkō, est un joueur de go professionnel. Il a pris sa retraite en octobre 1998, après une longue carrière parmi les meilleurs joueurs de go japonais.

## Titres
| Titre               | Années                  |
| ------------------- | ----------------------- |
| Titres nationaux    | 20                      |
| Meijin              | 1962, 1970              |
| Kisei               | 1977 - 1982             |
| Oza                 | 1967 - 1969, 1991, 1992 |
| Tengen              | 1976                    |
| Coupe NHK           | 1969, 1981              |
| Hayago Championship | 1968                    |
| Asahi Top Position  | 1960                    |
| Asahi Pro Best Ten  | 1965, 1968              |